# Langlaufen

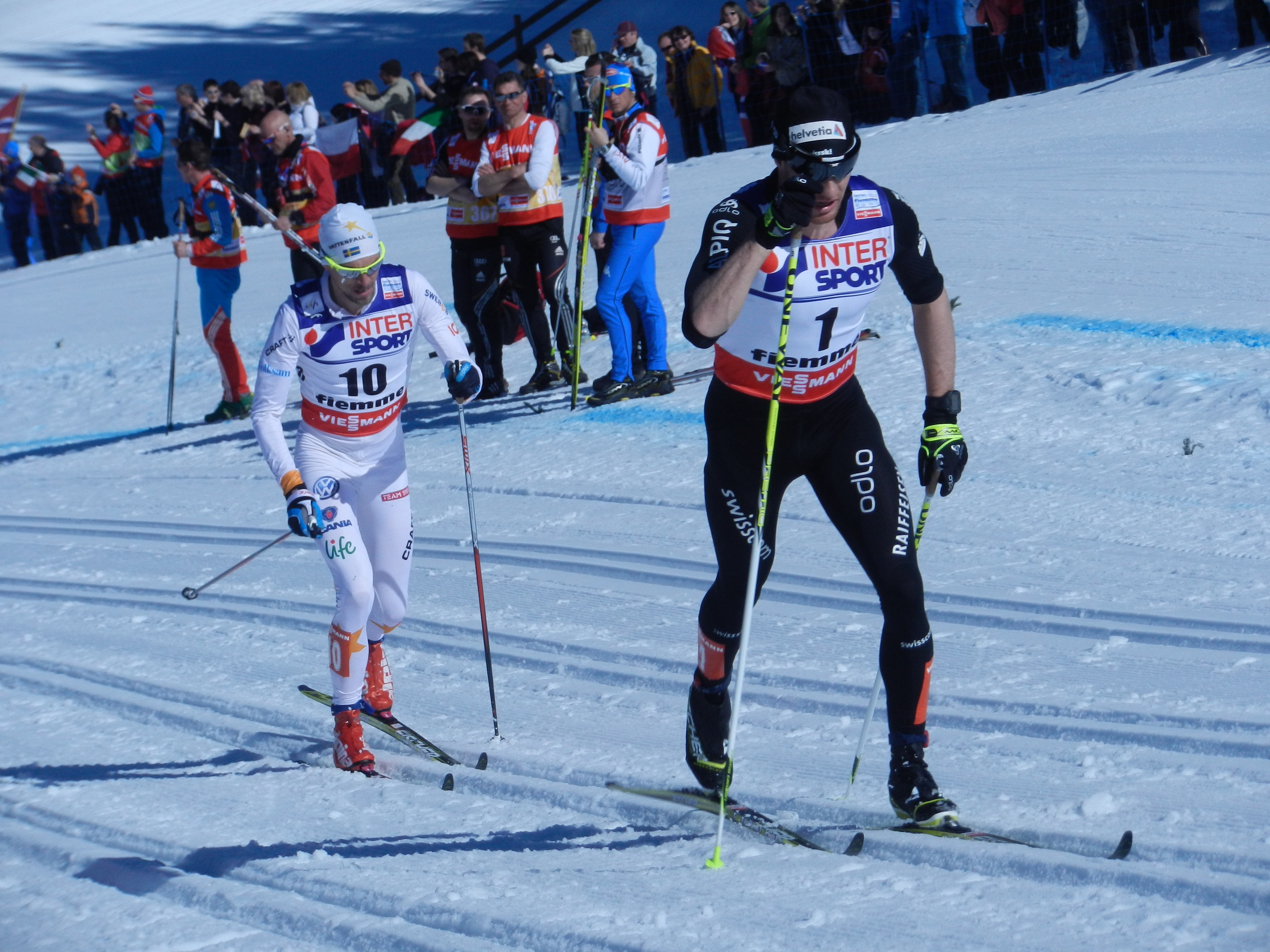
Een langlaufwedstrijd (klassieke stijl)

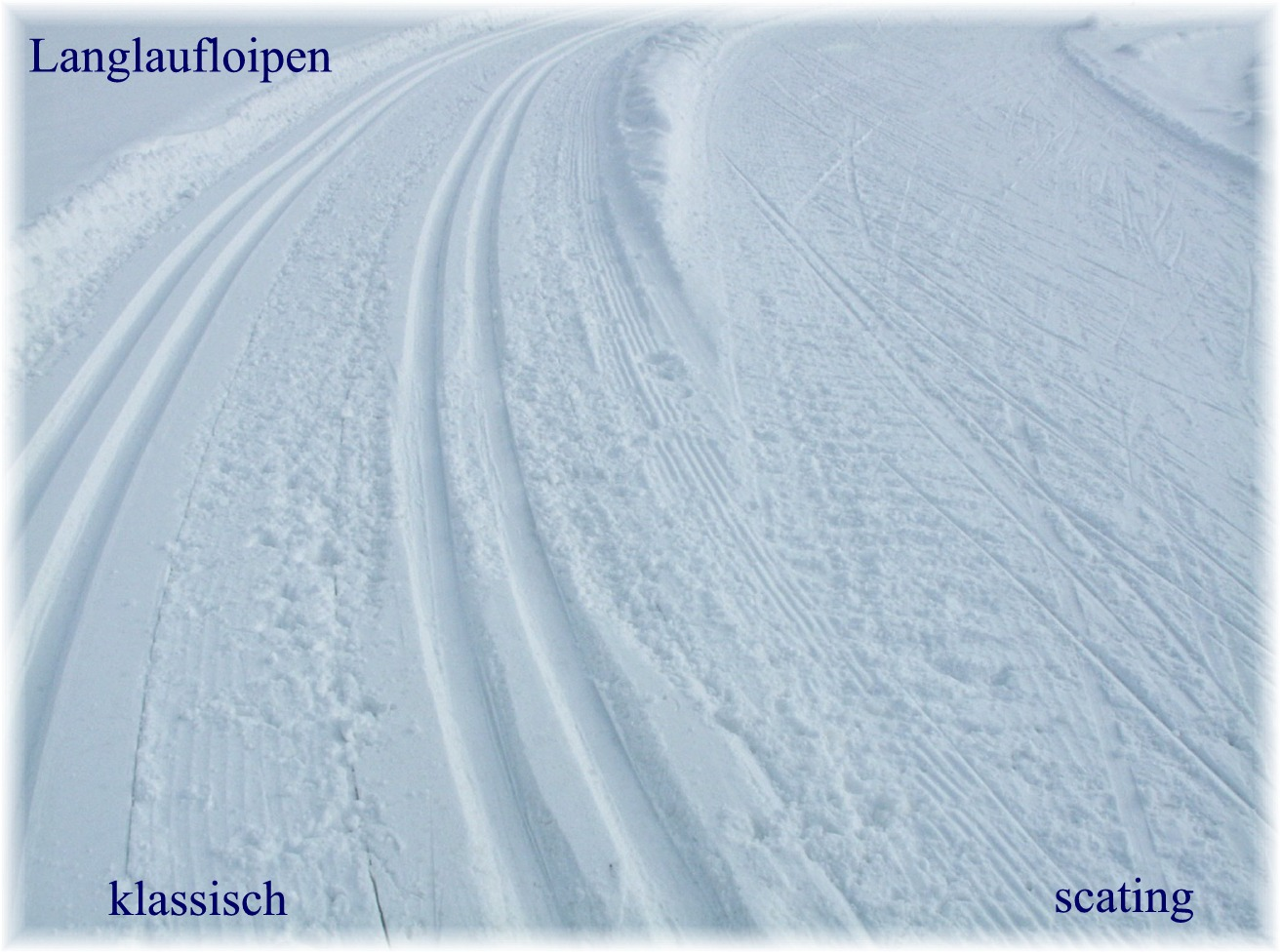
Loipe

Langlaufen of skilopen is een manier van voortbewegen op latten over de sneeuw. Het wordt in de winter als sport beoefend en is ook een Olympische sport. Het is 'lopen en glijden op latten' in vlak of glooiend terrein. Behalve twee (langlauf)ski's, heeft men ook twee stokken nodig.
Langlaufen is een van de praktische manieren om zich 'te voet' te verplaatsen in diepe sneeuw. De andere manier is met sneeuwschoenen. Daarnaast is langlaufen bekend als sport. 
Het langlaufen wordt op verschillende niveaus beoefend en er zijn ook verschillende technieken. De niveaus lopen uiteen van recreatief langlaufen tot volledige marathons of toertochten. Er zijn twee technieken: de 'klassieke stijl' - hierbij zet men zich voornamelijk af met de ski, ondersteund door de stokken, men 'loopt' met de ski's - en de 'vrije stijl' (skating) - deze lijkt op de schaatstechniek; men zet zich zijwaarts af met, of soms zonder, stokken. De stokken hebben bij de skatingtechniek een groter aandeel in de voortbeweging dan bij de klassieke techniek. De klassieke techniek kent een beperking: boven een bepaalde snelheid kan niet meer achterwaarts afgezet worden, vergelijkbaar met een loopfiets. Extra snelheid kan dan alleen in beperkte mate verkregen worden met het afzetten op de stokken. Bij een afdaling hebben de langlaufski's weinig weerstand en een geringe helling is al voldoende om snelheid te ontwikkelen. Bij steile hellingen naar boven kan alleen de schaatspas gebruikt worden of het trapsgewijze klimmen met de ski's. De ski's glijden immers terug. Een uitgezette route voor langlaufers heet een loipe. Bij de klassieke techniek zijn dat twee sporen, afhankelijk van de ruimte, soms aan weerszijden van een pad of weg. Daartussen of ernaast ligt dan meestal de glad gemaakte skating- of schaatsloipe.
Officiële wedstrijden worden georganiseerd door de FIS.

## Materiaal

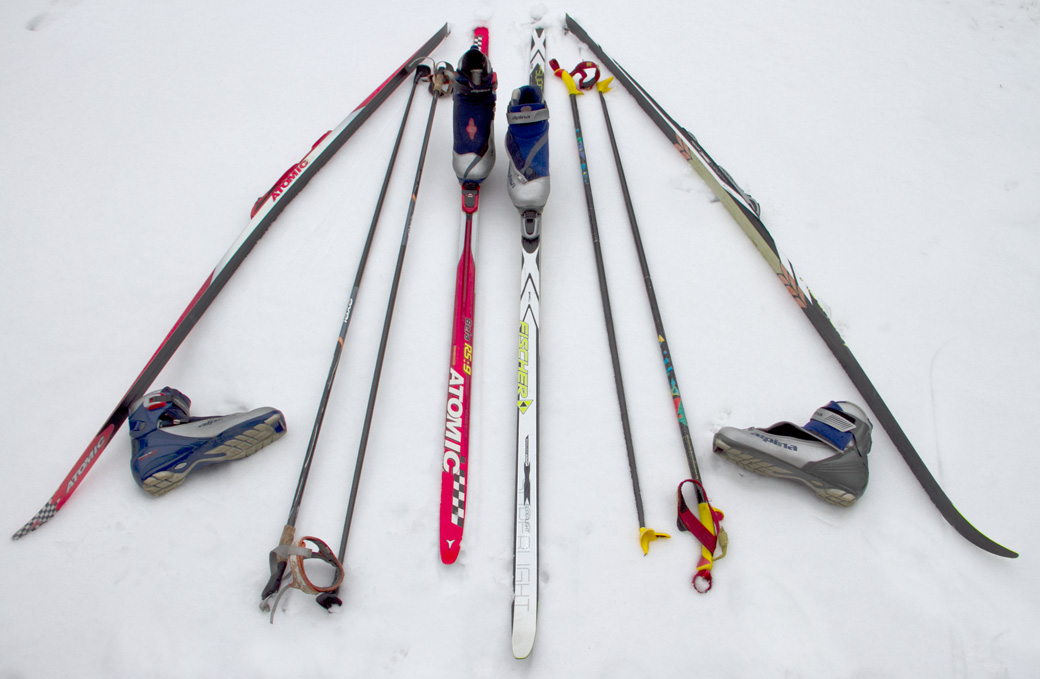
Langlaufski's, -stokken en -schoenen

### Stokken
Een langlaufstok bestaat uit verschillende onderdelen.
De aan de onderkant zittende punt is erg scherp. Hij wordt gebruikt om in hard ijs te prikken. Boven de punt zit een soort kapje dat voorkomt dat de stok door de sneeuw heen steekt.
Dit was vroeger een grote ring, tegenwoordig is het maar een klein kapje aan de achterkant van ongeveer 4 centimeter.
Boven op de stok zit een handvat in de lengte van de stok met een lus eraan zodat men de stok niet verliest.
De lengte van de stok hangt af van de gebruikte stijl. Bij klassiek moet de stok tot onder de oksel komen. Bij skating kan de stok vanaf de kin tot aan ooghoogte komen.

### Ski's
Langlauflatten zijn lang en smal. Klassieke ski's zijn 20-30 cm langer dan de lichaamslengte. Skatingski's zijn 10-20 cm langer dan de lichaamslengte. De ski's hebben een spanning (lichte buiging) waardoor er voor elk gewicht verschillende ski's zijn.
Daarnaast zijn er ski's die meer geschikt zijn voor gebruik buiten de loipe (de geprepareerde langlaufpiste). Deze zijn breder dan de klassieke ski's en hebben een staalkant die het mogelijk maakt bochten te maken tijdens afdalingen. Dergelijke ski's worden meestal gebruikt voor lange tochten buiten de gangbare routes, bijvoorbeeld bij toerskiën.

### Bindingen
Om de schoenen bij de ski's te houden zijn de schoenen bevestigd met bindingen. Hierbij zit alleen het teenstuk van de schoen vast. Er zijn twee systemen. Een systeem waarbij de zool vastgeklemd wordt in de binding (telemark) en een systeem waarbij onder de neus van de schoen een metalen buisje zit waarmee je je vastklikt in de binding. Voor kleine kinderen wordt meestal de telemark gebruikt.

### Belag
Er zijn verschillende soorten "belag" (loopvlak van de ski):
- wax
- chemisch
- no-wax/wax-free/schubben
- skating

#### Wax
Bij alle ski's wordt het loopvlak aan de voor- en achterkant, tot rond de voeten, met glijwax bewerkt om de ski's beter te laten glijden. Skating-ski's (schaatstechniek) hebben geen afzetgedeelte, daarom wordt het hele loopvlak met glijwax bewerkt.
Alleen bij de klassieke waxski's wordt er in het midden afzetwax gesmeerd. Deze wax zorgt ervoor dat de ski grip heeft op het afzetmoment. De soort wax, die gebruikt wordt, is o.a. van de temperatuur en de soort sneeuw afhankelijk.

#### Chemisch
Bij chemische bewerking zit in het midden een chemisch belag. Dit hecht automatisch aan de sneeuw. Deze ski's worden niet meer gemaakt en het materiaal voor onderhoud is vrijwel niet meer te krijgen.

#### Schubben
Bij schubbenski's zitten er in het midden naar achteren gerichte ribbels, hierdoor is er altijd afzet/grip. Deze ski's hoeven, in tegenstelling tot de wax-ski's niet gewaxt te worden voor grip en worden ook wel wax-free ski's genoemd.

#### Skating
Bij skating is de hele ski met glijwax bewerkt; bij skating wordt afgezet op de randen van de ski.

## Wedstrijden
De FIS is de overkoepelende organisatie die de wedstrijden voor professionele langlaufers organiseert. Het gaat dan in de eerste plaats over de Wereldbeker langlaufen en de Wereldkampioenschappen langlaufen.